# Powiat Sangerhausen
Powiat Sangerhausen (niem. Landkreis Sangerhausen) – istniejący do 1 lipca 2007 powiat w niemieckim kraju związkowym Saksonia-Anhalt. Powiaty Sangerhausen i Mansfelder Land połączono w powiat Mansfeld-Südharz.
Stolicą powiatu Sangerhausen był Sangerhausen.

## Władze powiatu
W skład Rady Powiatowej po otstanich wyborach wchodziły następujące partie:
|      | CDU | SPD | Linke. | FDP | wolna frakcja | Razem |
| 2004 | 16  | 7   | 10     | 7   | 2             | 42    |

(Stan: wybory z 13 czerwca 2004)

## Miasta i gminy
- Sangerhausen, miasto (30.123)

Wspólnoty administracyjne
| - 1. Wspólnota administracyjna Allstedt-Kaltenborn 1. Allstedt, miasto (3.086) 2. Beyernaumburg (778) 3. Blankenheim (1.454) 4. Emseloh (611) 5. Holdenstedt (734) 6. Katharinenrieth (221) 7. Liedersdorf (295) 8. Mittelhausen (590) 9. Niederröblingen (453) 10. Nienstedt (409) 11. Pölsfeld (427) 12. Sotterhausen (250) 13. Winkel (327) 14. Wolferstedt (743) | - 2. Verwaltungsgemeinschaft Goldene Aue 1. Berga (1.898) 2. Brücken (Saksonia-Anhalt) (908) 3. Edersleben (1.145) 4. Hackpfüffel (262) 5. Kelbra (Kyffhäuser), miasto * (2.971) 6. Martinsrieth (193) 7. Riethnordhausen (563) 8. Tilleda (918) 9. Wallhausen (2.121) | - 3. Wspólnota administracyjna Roßla-Südharz 1. Bennungen (950) 2. Breitenstein (507) 3. Breitungen (496) 4. Dietersdorf (268) 5. Drebsdorf (108) 6. Hainrode (352) 7. Hayn (584) 8. Kleinleinungen (138) 9. Questenberg (289) 10. Roßla (2.319) 11. Rottleberode (1.574) 12. Schwenda (597) 13. Stolberg (Harz), miasto (1.378) 14. Uftrungen (1.108) 15. Wickerode (298) |